# Pocket-Protein-Familie
Die Pocket-Protein-Familie ist eine Familie von Proteinen, die als Tumorsuppressoren wirken. Namensgebend ist eine Bindetasche (englisch pocket), mit der sie ihre Zielmoleküle binden können. Sie spielen eine wichtige Rolle im Zellzyklus, indem sie mit den Transkriptionsfaktoren der E2F-Familie interagieren und werden durch ihre Expression und durch Phosphorylierung reguliert. Sie können auch durch eine Reihe viraler Onkogene gebunden werden, was möglicherweise deren Rolle bei der Krebsentstehung erklärt.
Der Pocket-Protein-Familie gehören im Menschen drei Proteine an:
- RB – Retinoblastom-Protein
- p107 – Retinoblastoma-like protein 1
- p130 – Retinoblastoma-like protein 2